# Nicolas Barnaud
Nicolas Barnaud  (Crest (Drôme), 1538-1604) was een Franse protestantse schrijver, arts en alchemist, afkomstig uit Dauphiné, waar hij de naam Delphinas (of Delphinus) aan ontleende. Hij was een van de monarchomachen.

## Levensloop
Barnaud maakte rond het begin van de 17e eeuw heel wat reizen. Dit heeft geleid tot de veronderstelling dat hij de stichter zou zijn van een soort hermetisch netwerk, geïnspireerd op de Rozenkruisers.

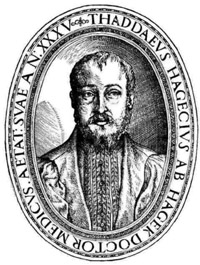
Tadeas Hajek

Hij zou hebben gelogeerd bij Tadeáš Hájek, tijdens een verblijf in Praag in de jaren 1580 of de jaren 1590, alwaar hij Anselmus de Boodt ontmoette. Mogelijk kwam hij in Praag ook in contact met John Dee en Edward Kelly, maar dat is onzeker. Vóór die periode speelde hij een rol als rondreizend calvinistisch activist in Genève en Nederland.

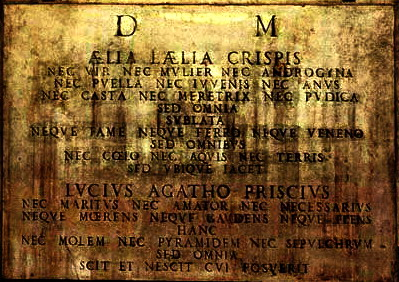
Puzzelinscriptie Aelia Laelia Crispis

Van 1597 tot 1601, een periode waarin hij zich vestigde in Leiden en vervolgens in Gouda als dokter, gaf hij te Leiden vijf verzamelwerkjes over alchemie uit.
Hij wordt in verband gebracht met een aantal mysteries. Zijn uit 1597 daterende verzameling Commentariolum in Aenigmaticum quoddam Epitaphium op de Aelia Laelia Crispis puzzelinscriptie op een herdenkingssteen te Bologna, bevatte ook de Alchemistische Mis van Nicolas Melchior, waarvan het auteurschap betwist wordt. En de Triga chemica: de lapide philosophico tractatus tres uit 1599 was de eerste publicatie van 'Het Boek van Lambspring', door de onbekende Abraham Lambspring.
Vaak worden politieke pamfletten en satires zoals Le reveille-matin des François et de leurs voisins, Le Cabinet du Roy de France en Le miroir des Francois uit 1581, gepubliceerd onder de naam Nicolas de Montand of Montant aan hem toegeschreven.

## Geschriften
Filosofische en alchemistische geschriften
- Commentariolum in aenigmaticum quoddam epitaphium, Bononiae studiorum, ante multa secula marmoreo lapidi inculptum, Leiden 1597, Thomas Basson, (op Aelia Laelia Crispes, ook met Melchior Cibinensis, opgedragen aan Maurits van Oranje, ook opgenomen in Theatrum Chemicum
- Triga Chemica, de Lapide Philosophico tractatus tres, Ex Officina Plantiniana, apud C. Raphelengium, Leiden 1599, opgedragen aan Anna Wasa van Zweden, bevat: 
  - Lambspringk, De Lapide Philosophico;
  - Philosophus Gallus Anonymus: Liber secreti maximi totius mundanae gloriae;
  - Arcanum Philosophorum, met een korte toelichting van Barnaud, opgedragen aan Nicolas WolskiFroumenteau(Nicolas Barnaud): Le Secret des Finances de France

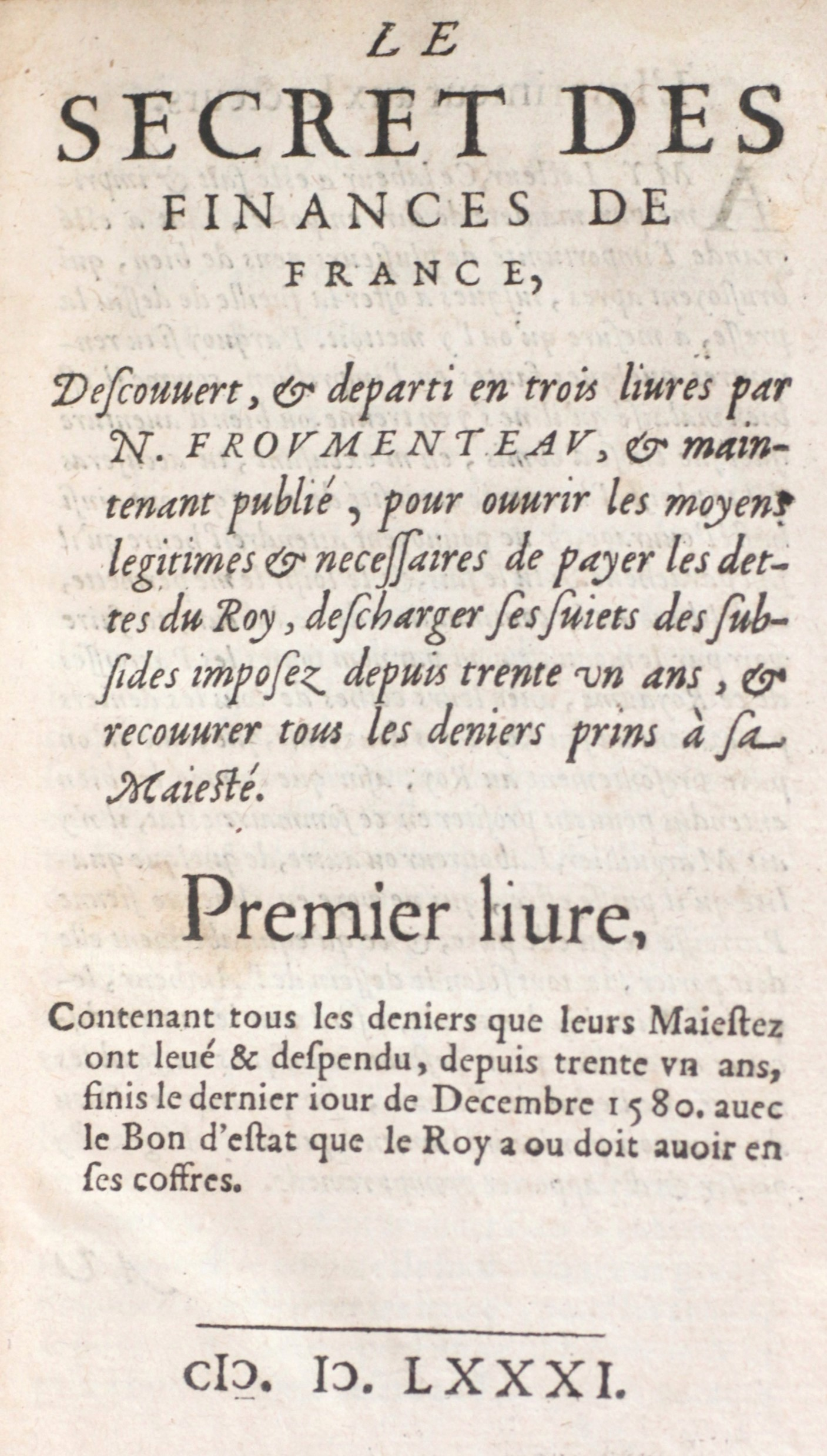
Froumenteau(Nicolas Barnaud): Le Secret des Finances de France

- Quadriga Aurifera, Ex Officina Plantiniana, apud C. Raphelengium, Leiden 1599, opgedragen aan Frederik Hendrik van Oranje, Gallica, bevat:
  - Tractatus de Philosophia Metallorum;
  - George Ripley: Liber duodecim portarum;
  - George Ripley: Liber de Mercurio et Lapide;
  - Scriptum... Elixir solis Theophrasti Paracelsi tractans;
- De occulta philosophia, Leiden: Thomas Basson 1601, Gallica
- Tractatulus chemicus Theosophiae palmarium dictus, anonymi cujusdam philosophi antiqui, Leiden: Thomas Basson 1601[5]
- Theatrum Chemicum - verzamelwerk met o.a.  Commentariolum in aenigmaticum quoddam epitaphium, Triga Chemica en Quadriga Aurifera

Politieke pamfletten, toegeschreven aan Barnaud, maar anoniem of onder pseudoniem uitgebracht:
- Le Secret des Finances de France, découvert et departi en trois livres, et maintenant publié, pour ouvrir les moyens légitimes et nécessaires de payer les dettes du Roy, descharger ses sujets des subsides imposez depuis trente un ans, et recouvrer tous les deniers prins à Sa Majesté. 1581 (pseudoniem Nicolas Froumenteau)
- Le Cabinet du Roy de France, dans lequel il y a trois Perles précieuses d'inestimable valeur : Par le moyen desquelles sa Majesté s'en va le premier Monarque du monde, & ses sujets du tout soulagez, 1582 (anoniem, opgedragen aan Hendrik IV van Frankrijk)
- Le Miroir des Francois, compris en trois livres. Contenant l'estat et maniement des affaires de France, tant de la justice, que de la police, avec le reglement requis par les trois Estats pour la pacification des troubles, abolition des excessives tailles, et gabelles : dons gratuits & charitatifs equipolans à decimes, suppression des supernumeraires officiers, demolition des citadeles, restauration des universitez, colleges & hospitaux, taux & appreation de vivres, & autres machandises : punition contre les usuriers, tyrans, & rongeurs de peuple. Et generalement tous les secrets qu'on a peu recueillir pour l'embellissement, & enrichissement du Royaume, & soulagement du public. Le tout mis en Dialogues par Nicolas De Montand. A la Royne regnante. 1582 (pseudoniem Nicolas de Montand)